# Abierto Mexicano Telcel 2019
Die Abierto Mexicano Telcel 2019 waren ein Tennisturnier der WTA Tour 2019 für Damen und ein Tennisturnier der ATP Tour 2019 für Herren in Acapulco und fanden zeitgleich vom 25. Februar bis 2. März 2019 statt.

## Herrenturnier
→ Qualifikation: Abierto Mexicano Telcel 2019/Herren/Qualifikation

## Damenturnier
→ Qualifikation: Abierto Mexicano Telcel 2019/Damen/Qualifikation